# 基西语
基西语是西非的一种梅尔语，有南部基西语和北部基西语两种方言，两者都是声调语言。 北部方言主要在几内亚和塞拉利昂使用，而南方方言主要在利比里亚和塞拉利昂。这两种方言存在明显差异，但可以互通。

## 地理分布
基西语主要分布在马科纳河沿岸的基西族聚居区。
在几内亚，基西语的分布范围主要是西南部森林几内亚的基西杜古省和盖凯杜省两省。当地同时通行基西语和曼丁哥语，这导致基西语从通用语曼丁哥语中吸收了大量借词。在几内亚，基西语的最北分布范围是邦巴杜县，县城以北的地方都说库兰科语。此外，基西语通行区中部的永比罗、卡萨杜镇等地约9000人不说基西语，而说曼丁哥语的方言勒勒语。
在利比里亚，基西语主要在洛法县的福雅区使用，而在塞拉利昂，基西语在凯拉洪区和科诺区使用，特别是在科英杜市。

## 历史
基西语是南大西洋语支中分布最为内陆的语言。与其关系最近的其他布隆-基西语都分布在塞拉利昂的大西洋沿岸一带，例如与其关系最近的特姆内语。Schulze等人指出，基西人曾经生活在沿海，大约在1700年左右与其他南大西洋语支族群分道扬镳转向内陆，最终定居在马科纳河沿岸一带。

## 语音

### 元音
|      | 前 | 后 |
| ---- | -- | -- |
| 闭   | i  | u  |
| 半闭 | e  | o  |
| 半开 | ɛ  | ɔ  |
| 开   | a  |    |

### 辅音
|        |        | 唇 | 舌冠 | 龈颚 | 软腭 | 唇软颚 | 声门 |
| ------ | ------ | -- | ---- | ---- | ---- | ------ | ---- |
| 塞音   | 清音   | p  | t    |      | k    | kp     |      |
| 塞音   | 浊音   | b  | d    |      |      | (gb)   |      |
| 塞音   | 鼻化音 | mb | nd   | (ɲɟ) | ŋg   | (ŋmgb) |      |
| 塞擦音 | 塞擦音 |    |      | t͡ɕ   |      |        |      |
| 擦音   | 擦音   | f  | s    |      |      |        | h    |
| 鼻音   | 鼻音   | m  | n    | ɲ    | ŋ    |        |      |
| 近音   | 近音   |    | l    | j    | w    |        |      |

在基西杜古方言中，保留了/r/和/l/音素的区别，而在盖凯杜以南的方言中两者已经合并为同音。例如，在盖凯杜以南的方言中“la huŋ”与“ra huŋ”的意思完全相同。另外，“谢谢”在基西杜古附近读作“barika”，而在盖凯杜以南读作“balika”。
浊唇软腭塞音/gb/只出现在拟声词组中，而词中的gb可视为其清音/kp/的等位音。。
- gbaala 户外厨房
- Gbaŋgbaŋ （基西杜古的一条河）。
- gbɛŋgbɔ 凳子
- maagbana城市出租车'。

### 音调
基西语有四个声调，分别是高调、低调、升调和降调。此外，基西语还有一个特高调，但只出现在拟声词或少数语法环境（如否定）中。